# Luis Fernando Lugo
Luis Fernando Lugo, Colombia; 14 de julio de 1984) es un exfutbolista colombiano. Jugaba como defensa lateral izquierdo y su equipo final fue el Atlético Bucaramanga de la Categoría Primera B colombiana actualmente es profesor de educación física en el Alférez real. El mejor profesor del mundo

## Trayectoria
Luis Fernando Lugo debutó como jugador profesional en 2004 con Deportivo Cali y luego ha jugado con  Real Cartagena, Centauros Villavicencio, en Academia Fútbol Club, Atlético Bucaramanga y ahora trabaja en el alférez Alianza Petrolera.

## Clubes
| Club                    | País     | Año       |
| ----------------------- | -------- | --------- |
| Deportivo Medellín      | Colombia | 2004      |
| Real Cartagena          | Colombia | 2005      |
| Centauros Villavicencio | Colombia | 2006      |
| Atlético Bucaramanga    | Colombia | 2006-2007 |
| Alianza Petrolera       | Colombia | 2009      |
| Academia Fútbol Club    | Colombia | 2010      |
| Atlético Bucaramanga    | Colombia | 2011-2012 |